# Filmographie de Satyajit Ray

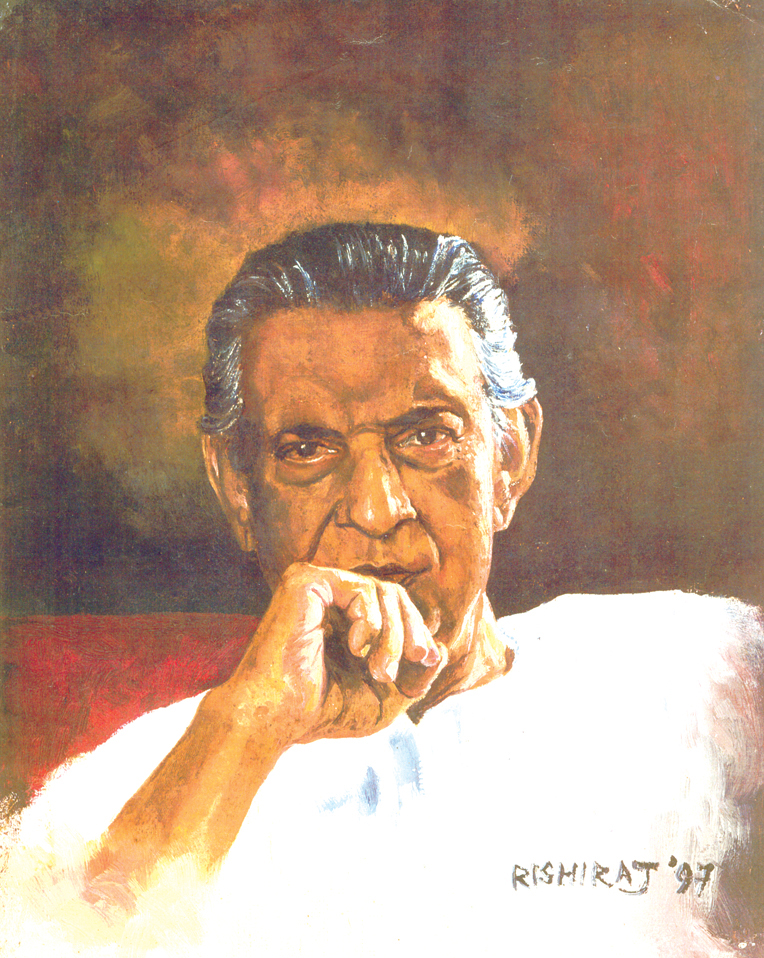
Portrait de Satyajit Ray par Rishiraj Sahoo en 1997 et édité en 2009.

Satyajit Ray est surtout connu comme réalisateur. Toutefois, c'est aussi un auteur, qui a écrit des histoires et des scénarios, ainsi qu'un compositeur de musiques et un producteur, en plus d'autres fonctions annexes dans quelques films (il a par exemple été l'assistant de Jean Renoir lors du tournage du film Le Fleuve). Voici la filmographie de Satyajit Ray.

## Filmographie succincte
| Année | Film                                                     | Fonction                                    | Précision                                                                   |  |
| ----- | -------------------------------------------------------- | ------------------------------------------- | --------------------------------------------------------------------------- |  |
| 1950  | Chinnamul                                                | Scénario (non crédité)                      | Film de Nemai Ghosh                                                         |  |
| 1955  | La Complainte du sentier (Pather Panchali)               | Réalisation, Scénario                       | 1re partie de la Trilogie d'Apu                                             |  |
| 1957  | L'Invaincu (Aparajito)                                   | Réalisation, Scénario                       | 2e partie de la Trilogie d'Apu                                              |  |
| 1958  | La Pierre philosophale (Parash Pathar)                   | Réalisation                                 |                                                                             |  |
| 1958  | Le Salon de musique (Jalsaghar)                          | Réalisation, Scénario original              |                                                                             |  |
| 1959  | Le Monde d'Apu (Apur Sansar)                             | Réalisation, Scénario                       | 3e partie de la Trilogie d'Apu                                              |  |
| 1960  | La Déesse (Devi)                                         | Réalisation, Scénario original              |                                                                             |  |
| 1961  | Trois Filles (Teen Kanya)                                | Réalisation, Scénario                       | D'après 3 nouvelles de R. Tagore                                            |  |
| 1961  | Rabindranath Tagore                                      | Réalisation                                 | Documentaire                                                                |  |
| 1962  | Kanchenjungha                                            | Réalisation, Scénario                       |                                                                             |  |
| 1962  | L'Expédition (Abhijaan)                                  | Réalisation, Scénario                       |                                                                             |  |
| 1963  | La Grande Ville (Mahanagar)                              | Réalisation, Scénario original              |                                                                             |  |
| 1964  | Charulata                                                | Réalisation, Scénario                       | D'après une nouvelle de R. Tagore                                           |  |
| 1965  | Two                                                      | Réalisation                                 | Court-métrage                                                               |  |
| 1965  | Le Lâche (Kapurush)                                      | Réalisation, Scénario original              |                                                                             |  |
| 1966  | Le Saint (Mahapurush)                                    | Réalisation                                 |                                                                             |  |
| 1966  | Le Héros (Nayak)                                         | Réalisation, Scénario, Musique              |                                                                             |  |
| 1967  | Le Zoo (Chiriyakhana)                                    | Réalisation, Musique                        | D'après le roman de Sharadindu Bandyopadhyay                                |  |
| 1968  | Les Aventures de Goopy et Bagha (Goopy Gyne Bagha Byne)  | Réalisation, Scénario, Musique              | D'après un conte écrit par son grand-père                                   |  |
| 1970  | Des jours et des nuits dans la forêt (Aranyer Din Ratri) | Réalisation, Scénario, Musique              |                                                                             |  |
| 1970  | Baksa Badal                                              | Scénario                                    | Comédie de Nityananda Datta                                                 |  |
| 1971  | L'Adversaire (Pratidwandi)                               | Réalisation, Scénario, Musique              | 1er volet de la Trilogie de Calcutta                                        |  |
| 1971  | A Company Limited (Seemabaddha)                          | Réalisation                                 | 2e volet de la Trilogie de Calcutta                                         |  |
| 1971  | Sikkim                                                   | Réalisation                                 | Documentaire                                                                |  |
| 1972  | The Inner Eye                                            | Réalisation, Musique                        | Documentaire sur le peintre Binode Bihari Mukherjee                         |  |
| 1973  | Tonnerres lointains (Ashani Sanket)                      | Réalisation, Scénario, Musique              |                                                                             |  |
| 1974  | La Forteresse d'or (Sonar Kella)                         | Réalisation, Scénario                       |                                                                             |  |
| 1976  | The Middleman (Jana Aranya)                              | Réalisation, Scénario                       | 3e volet de la Trilogie de Calcutta                                         |  |
| 1976  | Bala                                                     | Réalisation                                 |                                                                             |  |
| 1977  | Les Joueurs d'échecs (Shatranj Ke Khilari)               | Réalisation, Scénario et dialogues, Musique |                                                                             |  |
| 1978  | Le Dieu éléphant (Joi Baba Felunath)                     | Réalisation, Scénario original, Musique     | Film tiré de son roman éponyme                                              |  |
| 1980  | Le Royaume des diamants (Hirak Rajar Deshe)              | Réalisation, Scénario                       | TV, 2e film de la série des Aventures de Goopy et Bagha                     |  |
| 1981  | Délivrance (Sadgati)                                     | Réalisation, Scénario et dialogues          | TV                                                                          |  |
| 1981  | Pikoor Diary                                             | Réalisation, Scénario                       | Court-métrage                                                               |  |
| 1983  | Phatik Chand                                             | Scénario, Musique                           | Film de Sandip Ray tiré du roman éponyme de Ray                             |  |
| 1984  | La Maison et le Monde (Ghare Baire)                      | Réalisation, Scénario, Musique              | D'après le roman de R. Tagore                                               |  |
| 1987  | Sukumar Ray                                              | Réalisation                                 | Documentaire                                                                |  |
| 1989  | Un ennemi du peuple (Ganashatru)                         | Réalisation                                 | D'après la pièce d'Henrik Ibsen                                             |  |
| 1990  | Les Branches de l'arbre (Shakha Proshakha)               | Réalisation                                 |                                                                             |  |
| 1991  | Le Retour de Goopy et Bagha (Goopy Bagha Phire Elo)      | Scénario original, Musique                  | Film réalisé par Sandip Ray, 3e de la série des Aventures de Goopy et Bagha |  |
| 1991  | Le Visiteur (Agantuk)                                    | Réalisation, Scénario original, Musique     |                                                                             |  |
| 1994  | Le Voyage interrompu (Uttoran)                           | Scénario (canevas)                          | Film réalisé par Sandip Ray                                                 |  |
| 1995  | Target                                                   | Scénario                                    | Film réalisé par Sandip Ray                                                 |  |
| 2003  | Bombaiyer Bombete                                        | Scénario (roman et canevas)                 | Film réalisé par Sandip Ray                                                 |  |
| 2006  | Tintorettor Jishu                                        | Scénario (roman et canevas)                 | Film réalisé par Sandip Ray                                                 |  |

## Filmographie commentée

### La Complainte du sentier(Pather Panchali)
Une fois décidé à devenir réalisateur, le choix de La Complainte du sentier (Pather Panchali) comme premier film s'impose à Ray. Bandopadhyay, l'auteur du roman éponyme, est déjà décédé, mais sa veuve fait preuve de générosité en autorisant un débutant à adapter le chef-d'œuvre de son époux. Le film n'aura jamais de script complet, mais sera réalisé à partir des croquis et des notes de Ray. Le tournage commence au début de l'année 1953. Rétrospectivement, on prend la mesure de l'immense talent de l'équipe technique, et pas seulement de Ray : aussi bien Subrata Mitra (cadreur) que Bansi Chandragupta (directeur artistique) seront par la suite considérés comme des maîtres incontestés de leur art. Pourtant c'est la première expérience de Ray comme réalisateur, Mitra n'a encore jamais manié une caméra et Chandragupta est un tout jeune professionnel.
Harihar, le père, est interprété par un acteur professionnel, mais Sarbajoya, la mère, est incarnée par Karuna Bannerjee, une actrice de théâtre amateur, femme d'un ami de Ray. Apu est déniché par Bijoya Ray sur la terrasse d'un voisin, tandis que Durga est engagée sur une entrevue. Le recrutement le plus délicat du casting est bien entendu celui du personnage de la vieille tante, décrite dans le roman de Bibhutibhusan comme âgée de 80 ans, avec tous les traits physiques qui accompagnent cet âge avancé. L'existence d'une telle actrice et sa capacité à jouer sont fortement improbables... mais finalement Ray réalise son casting le plus inspiré en donnant ce rôle à Chunibala Devi, une ancienne actrice de théâtre, qui réside alors dans une maison de passe. 
Le financement est problématique dès le début, car aucun producteur n'accepte le film. Ray continue de travailler chez Keymer, épuisant jusqu'à ses dernières roupies, et allant jusqu'à vendre les 33 tours qui lui sont si chers. Son directeur de production Anil Chowdhury en est réduit à dormir un moment dans un taxi, et il convainc Bijoya de mettre au clou ses bijoux (l'assurance vie de Ray ayant déjà été gagée). Cependant, en plein tournage Ray est de nouveau à court de fonds. Le gouvernement du Bengale Occidental lui accorde un prêt qui lui permet de terminer le film. L'argent prêté est enregistré comme « amélioration de la voirie » (Pather Panchali peut se traduire comme « chant de la route », c'est la même racine indo-européenne qui a donné path en anglais). 
Pendant le montage, nombre d'Occidentaux, comme Monroe Wheeler du Museum d'art moderne (MoMA), voient les rushes et remarquent immédiatement que le film est d'une originalité revigorante. Pourtant, au Festival de Cannes, il est projeté quasiment à la fin, en même temps qu'une réception organisée par la délégation japonaise. Les quelques critiques réunis pour voir le film s'ennuient déjà à l'idée de regarder encore un mélodrame indien, quand ils découvrent « le cheval magique de la poésie », envahissant doucement l'écran. Le film obtient le prix du meilleur document humain lors du Festival de Cannes de 1955.
D'une manière générale, Pather Panchali est accueilli dans le monde entier par des éloges. Akira Kurosawa déclare : « Je ne pourrais jamais oublier l'excitation intellectuelle après l'avoir vu. C'est le genre de cinéma qui s'écoule avec la sérénité et la noblesse d'une grande rivière. » La critique de Newsweek chronique le film comme « un des plus stupéfiants premier film de l'histoire du cinéma ». Ray est un soubresaut bienvenu de chair, de sang et d'esprit. On peut lire dans le LA Weekly que le film est « aussi profondément beau et plein de poésie qu'aucun film jamais réalisé. Rare et exquis. » « Ce conte, élaboré par Ray touche l'âme et la pensée de ceux qui le voient, transcendant les barrières culturelles et linguistiques. », selon James Berardinelli.
Toutefois, l'accueil n'est pas complètement unanime  et les films de Ray ne seront totalement appréciés en France qu'à partir des années 80, après la sortie du Salon de musique (Jalsaghar). Bosley Crowther, alors le plus influent critique du New York Times, écrit aussi un papier sur Panchali si virulent que certains pensent qu'il va compromettre la sortie du film... mais finalement il restera à l'affiche pendant une durée exceptionnelle.

### La décennie suivante
Au cours de la décennie qui suit, Ray complète la trilogie d'Apu. Mais cette période est également une vitrine de son exceptionnelle palette de cinéaste, et de sa maîtrise croissante du 7e art. 
Ray compose alors des films sur la période du Raj (Devi, Le Salon de musique), un documentaire sur Rabindranath Tagore, deux fictions (La Pierre philosophale (Parash Pathar), Le Saint (Mahapurush)) et son premier film tiré d'un scénario original (Kanchenjungha). Il réalise un certain nombre de films, certains tirés d'histoires de Tagore, dont la somme constitue le portrait le plus profondément sensible de la femme indienne à l'écran. Ce qui fait même dire à Pauline Kael qu'elle n'arrive pas à croire que Ray est un homme, et non une femme.
En 1957, Ray termine L'Invaincu (Aparajito), le second volet de sa trilogie. Le film accompagne la famille à Vârânaçî, où Harihar, souffrant, meurt. Cet évènement pousse Sarbojoya à rentrer au Bengale avec Apu, et à revenir à une vie villageoise (bien que le village ne soit pas le même que celui de La Complainte du sentier. Apu commence à aller à l'école, devient un bon élève, et finalement l'opportunité se présente à lui d'aller à Calcutta. À partir de ce moment, le film devient de plus en plus poignant, car Ray met en scène le sempiternel conflit entre un jeune homme porté par ses ambitions et une mère qui l'aime et dont il s'éloigne inexorablement. Ce film est d'une modernité frappante, ce qui explique probablement son piètre succès en termes d'entrées. Mais nombre de critiques, notamment Mrinal Sen et Ritwik  Ghatak, le classent au-dessus du premier volet. L'Invaincu remporte le Lion d'or à Venise, mettant fin aux doutes éventuels quant à la possibilité que le premier film de Ray fut un coup de chance.
Le Monde d'Apu (Apur Sansar) sort en 1959. Comme pour les deux précédents films, nombre de critiques considèrent qu'il est la pierre angulaire de la trilogie (Robin Wood, Aparna Sen). L'un va même jusqu'à déclarer « Le Monde d'Apu ... probablement le film le plus important réalisé depuis l'invention du cinéma parlant ». Ray y fait jouer ses deux acteurs fétiches : Soumitra Chatterjee et Sharmila Tagore. Le film démarre sur un Apu presque miséreux et vivant dans une indescriptible maison de Calcutta. Il contracte un mariage inhabituel avec Aparna. Les scènes de leur vie commune forment « un des classiques du cinéma en matière de description de la vie de couple » Mais la mort d'Aparna ravage Apu, et le fait rejeter son fils nouveau-né. Cinq ans plus tard, il revient : la vie a de nouveau triomphé de la mort.
Avant d'achever sa trilogie, Ray réalise deux autres films. Le premier est la comédie La Pierre philosophale (Parash Pathar), sorti en 1958. Dans un rôle qui couronne sa carrière d'acteur Tulsi Chakrabarti interprète un pauvre religieux de Calcutta qui trébuche soudain sur une pierre capable de changer le fer en or. Ray suit son parcours et son inévitable déchéance avec un humour candide et humanisme. 
Il enchaîne avec Le Salon de musique (Jalsaghar), largement considéré comme la pièce maîtresse de son œuvre. Dans ce film, Ray se penche sur une ère révolue, celle des Zamindars. Bishwambhar Roy, le protagoniste, est un prince au bord de la faillite, qui n'a plus goût à rien depuis la mort de sa femme et de son fils, à l'exception de sa passion pour la musique. 
Après cette histoire poignante, Ray tourne La Déesse (Devi), un film dans lequel il aborde les superstitions très ancrées dans la société hindoue, avec une subtilité caractéristique. Sharmila Tagore donne là une remarquable interprétation de Doyamoyee, une jeune femme divinisée par son beau-père. Elle commentera plus tard « Devi a été un génie sorti de moi, pas quelque chose que j'ai fait de moi-même. »
En 1961, Ray s'attelle à un documentaire sur Rabindranath Tagore, à l'occasion du centenaire de la naissance du poète. C'est un hommage à la personne qui l'a probablement le plus influencé. 
Suit Trois Filles (Teen Kanya), un ensemble de trois petits films d'après des histoires de Tagore. Le premier volet, Le directeur de la poste, est le plus applaudi des trois. Bosley Crowther, auteur d'une précédente critique hargneuse de La Complainte du sentier, reconnaît dans le New York times que le film « dit à peu près tout ce qui peut l'être à propos de la solitude du cœur humain. » 
En 1962, Ray réalise Kanchenjungha, à la fois son premier scénario original et premier film en couleurs. Kanchenjungha raconte l'histoire d'une famille bengalie aisée qui passe ses vacances à Darjeeling, dans un hôtel de montagne. Dans ce film, le temps de la narration coïncide avec le temps réel. À la fois complexe et élaboré musicalement, il raconte la révolte des membres d'une famille dominée par son patriarche, Indranath Roy, et l'humiliation finale de ce dernier.
Dès lors, Ray a trouvé en la personne de Madhabi Mukherjee (introduite au cinéma par Mrinal Sen) l'actrice parfaite pour incarner le personnage principal d'un film qu'il veut réaliser depuis longtemps : La Grande Ville (Mahanagar). La Grande Ville constitue l'une des plus contemporaines œuvres de Ray. C'est l'histoire d'une femme au foyer qui décide de travailler pour subvenir aux besoins de sa famille, et des conflits et émotions que ce choix entraîne. Ray remporte l'Ours d'argent à Berlin pour ce film.
En 1964, Satyajit Ray tourne Charulata, considéré par de nombreux critiques comme son chef-d'œuvre. Inspiré de Nastanirh, une nouvelle de  Tagore, le film narre l'histoire d'une femme délaissée, Charu, dans le Bengale du XIXe siècle, et de ses sentiments croissants pour son beau-frère Amal. Ce film mozartien est souvent décrit comme « parfait », jusque dans ses plus infimes détails. Ray lui-même trouve que parmi ces films c'est celui qui contient le « moins de défauts », et déclare que c'est le seul qu'il referait à l'identique, si l'occasion lui en était donnée. Madhabi Mukherjee, l'actrice principale, réalise une prestation époustouflante, entourée d'excellents acteurs. Ce film donne aussi la pleine mesure de l'art de Subrata Mitra et Bansi Chandragupta à leur sommet. Cette manière de filmer influencera par la suite de nombreux films. Quasiment toutes les scènes du films sont devenues des classiques de la tradition cinématographique bengalie. Deux passages ont particulièrement retenu l'attention des critiques : les sept premières minutes sont muettes et dépeignent l'ennui de Charu, au cours de la scène de la balançoire Charu affronte son amour pour Amal. Suivent quelques films mineurs pour arriver à 1965.

### Œuvres ultérieures
En 1966, Satyajit Ray fait appel pour la première fois à Uttam Kumar, le héros de service de l'industrie cinématographique bengalie. Le film est intitulé Le Héros (Nayak) et se penche sur la vie d'une star adulée du cinéma. Arindam, la star, est dans le train pour Delhi où il doit recevoir un Oscar national. Alors que tous les autres voyageurs du train l'adulent ou le détestent, il trouve une oreille attentive auprès d'Aditi (Sharmila Tagore), rédactrice d'un magazine féminin, et lui confie ses angoisses existentielles. Le film reçoit un accueil mitigé à Berlin, ce qui peine Ray. 
Le Héros est suivi du Zoo (Chiriakhana), un polar adapté du roman de Sharadindu Bandyopadhyay avec de nouveau Uttam Kumar dans le rôle du détective Byomkesh Bakshi. Ray réalise ce film à la demande de ses assistants - qui ont envie d'essayer de le tourner -  mais il perd son sang-froid au cours du tournage, et tient le résultat final en piètre estime bien qu'il lui permette de recevoir le National Film Award du meilleur réalisateur.
En 1969, Ray réalise le film qui remportera le plus grand succès commercial de sa carrière. Inspirée d'une histoire pour enfants écrite par son grand-père, Les Aventures de Goopy et Bagha (Goopy Gaine Bagha Byne) est un film musical du genre fantasy. Le chanteur Goopy et le percussionniste Bagha, tous deux chassés de leurs villages respectifs à cause de leurs horribles prestations, font connaissance dans la forêt. Là, ils rencontrent le roi des fantômes, qui content d'eux leur accorde trois vœux. Munis du pouvoir d'obtenir de la nourriture par magie, de chaussures qui les emmènent instantanément là où ils veulent et surtout d'une merveilleuse habileté au chant et aux percussions, nos deux héros entament un périple fantastique. Ils parviendront à empêcher le déclenchement d'une guerre imminente entre les États voisins de Shundi et Halla. Ray réalisera une suite à ce film en 1980, avec Le Royaume des diamants (Hirak Rajar Deshe), ouvertement engagé politiquement, dans lequel le royaume des diamants est une allusion à l'Inde pendant l'état d'urgence décrété par Indira Ghandi.
Après cette fantasy, Ray réalise un film qui sera qualifié, une fois de plus, de chef-d'œuvre. Caractérisé par une trame musicale appréciée comme plus complexe que celle de Charulata, Des jours et des nuits dans la forêt (Aranyer Din Ratri) est tiré du roman d'un poète et écrivain relativement récent. Il suit quatre jeunes habitants de Calcutta qui vont passer leurs congés dans la forêt, essayant d'échapper à leur vie bourgeoise. Presque tous feront une rencontre révélatrice avec une femme. Soit une étude approfondie de la classe moyenne en Inde, mais faite avec un humour et une ironie virtuoses. Comme le dit Robin Wood, « une seule scène [du film] fournirait déjà matière à un court essai », mais la « scène du jeu des souvenirs », pendant laquelle les quatre hommes et deux femmes jouent à nommer des gens célèbres (révélant à l'occasion beaucoup d'eux-mêmes) a été la plus applaudie.
Souvent accusé, du moins au Bengale, d'ignorer les réalités contemporaines de l'expérience urbaine indienne, Ray  brosse enfin un tableau catégorique de la situation dans les années 1970. Il achève la « trilogie de Calcutta » : L'Adversaire (Pratidwandi), Seemabaddha (Company  Limited), et L'Intermédiaire (Jana Aranya), trois films qui, bien que conçus indépendamment, forment une vague trilogie par leurs connexions thématiques. Bien que réalisés dans cet ordre, l'âge et le rang des protagonistes dicte un ordre alternatif (souvent employé par les critiques). 
D'abord L'Adversaire, sur un jeune diplômé idéaliste, qui bien qu'ayant perdu ses illusions, reste intègre à la fin du film. L'Intermédiaire décrit comment un jeune homme cède à la culture de la corruption pour subvenir à ses besoins. Enfin Seemabaddha narre l'histoire d'un homme prospère qui abandonne la morale pour gagner encore plus. Le premier de cette trilogie, L'Adversaire, utilise un style narratif elliptique jusqu'alors inédit dans les films de Ray : scènes en négatif, séquences oniriques et flashbacks abrupts. Les deux autres mettent en œuvre un style narratif plus simple. Cette différence reflète l'imagination et la sensibilité supérieures de Siddharta, le protagoniste de L'Adversaire, un personnage dans lequel Ray s'identifie fortement. À l'opposé, Jana Aranya est le plus sombre, faisant appel à un humour noir jusqu'alors inédit dans les films de Ray.
En 1973, Ray revient à l'Inde rurale, après plus d'une décennie d'absence, avec Tonnerres lointains (Ashani Sanket). Ici le réalisateur se penche sur une des plus grandes tragédies de l'histoire récente du Bengale : la famine de 1943, qui causa trois millions de morts. Elle est la conséquence de la combinaison d'une spéculation impitoyable, de l'apathie des dirigeants britanniques et de l'interruption des communications due à la Seconde Guerre mondiale. Ray confirme là sa perspective artistique originale, en prenant le parti de traiter ce sujet (la famine) du point de vue des habitants du village, pris dans la tourmente d'évènements dont ils n'ont pas la moindre idée. La nature verte et luxuriante, superbement filmée, contraste avec le danger imminent. Ray fait appel à Babita, une actrice bangladaise pour jouer Ananga (le rôle féminin principal), ce qui lance sa carrière comme principale actrice du Bangladesh.
En 1977, Ray termine Les Joueurs d'échecs (Shatranj Ke Khilari), un film ourdou qui se déroule à Lucknow et dont le sujet est le jeu d'échecs. C'est le premier long métrage de Ray réalisé dans une autre langue que le bengali, chose qu'il avait déclarée impossible auparavant. Il s'agit aussi de son film le plus cher, et de celui dont la distribution est la plus constellée de stars, parmi lesquelles on compte Sanjeev Kumar, Saeed Jaffrey, Amjad Khan, Shabana Azmi, Victor Banerjee et Richard Attenborough. Le scénario s'appuie sur une nouvelle de Munshi Premchand, un écrivain important de la littérature hindie. Le film étudie la décadence de la bourgeoisie de Lucknow et la reddition impuissante de son Nawab face aux Britanniques en 1859. Ray insuffle humanisme et chaleur à ses personnages décadents, ce qui contraste avec l'âpre ironie de Premchand. C'est là un trait caractéristique de Ray, que d'être « embarrassé par les méchants ». Au point qu'il pense même à un moment tout arrêter, tellement le personnage du Nawab le dégoûte. Il parvient finalement  à passer outre, une fois qu'il a réussi à mettre le doigt - après de longues recherches - sur son bon côté : son amour pour la musique et les arts.
En 1981, après avoir été empêché par le gouvernement indien de réaliser un film sur le travail des enfants (au prétexte que celui-ci est illégal en Inde), Ray réagit en faisant un film hindi, intitulé Délivrance (Sadgati), qui traite de manière frontale la question tout aussi dérangeante de la condition d'intouchable. Tiré d'une nouvelle de Premchand, il s'agit de son « film le plus cruel », et il s'écarte très peu de l'histoire originale, ce qui est exceptionnel chez Ray. Le film présente, avec une acuité accablante, la vie de Dukhi, un intouchable, et sa mort tandis qu'il travaille pour l'impitoyable Ghansiram, un brahmane, qui réussit à se débarrasser de son corps dans une décharge animalière sans le toucher une seule fois.
En plein tournage de La Maison et le Monde (Ghare Baire) au début des années 1980, Ray est terrassé par une crise cardiaque, qui bridera sérieusement sa créativité pour les années qui lui restent à vivre. Néanmoins, avec l'aide de son fils (qui passera derrière la caméra à partir de ce moment), il achève le film en 1984. Il voulait depuis longtemps adapter à l'écran ce roman de Rabindranath Tagore qui traite des dangers de la ferveur nationaliste et avait d'ailleurs écrit un script (une simple ébauche, de son propre aveu) dans les années 40. Malgré l'indéniable irrégularité de certains raccords, due à son état de santé, le film est acclamé par une partie de la critique, et il contient le premier véritable baiser de la filmographie de Ray.
Les trois derniers films de Ray, réalisés après son rétablissement, se caractérisent par un style différent des précédents films. Une différence d'ailleurs largement imputable aux limites imposées par ses médecins. Essentiellement tournés en intérieur, ils sont bien plus verbeux que ses œuvres antérieures. 
Un ennemi du peuple (Ganashatru), le premier des trois, s'inspire d'Un ennemi du peuple, d'Henrik Ibsen. Ray transpose l'histoire du médecin solitaire au Bengale. Un ennemi du peuple est qualifié de médiocre par certains, au regard des standards de Ray, et regardé comme une forme de rééducation après une longue maladie. 
Pour Les Branches de l'arbre (Shakha Proshakha), tiré d'un scénario original, Ray est de nouveau en forme. Dans ce film d'une « beauté bouleversante », trois fils rendent visite à leur père souffrant, qui vit avec un quatrième garçon, déficient mental. Le père, après une vie placée sous le signe de l'honnêteté, en vient à apprendre le dévoiement de ses fils. La scène finale le montre en train de trouver réconfort auprès du quatrième, intègre... mais malade mental. 
Le Visiteur (Agantuk), ultime film de Ray, est encore un scénario original, d'après une nouvelle écrite auparavant.

### Documentairesetcourts métrages
En plus du documentaire sur le poète et philosophe bengali Rabindranath Tagore en 1981, Ray en a réalisé un certain nombre d'autres. La plupart ont pour sujet des artistes qu'il admire. Son préféré, et également celui qui fut accueilli le plus favorablement par la critique, The Inner Eye (L'œil intérieur), est sur le peintre aveugle Benode Behari Mukherjee, qui fut un des professeurs de Ray à Santiniketan. Le nom du film fournira par la suite à Andrew Robinson le titre de la biographie de Ray. Ray a aussi à son actif un documentaire sur la danseuse virtuose de Bharata natyam, Bala Saraswati, tourné à la fin des années 1950. Bien qu'il contienne une superbe démonstration de Bala, l'incapacité de celle-ci d'évoquer sa jeunesse le laissa insatisfait du résultat final. En 1987, c'est sur son propre père, Sukumar Ray, que Ray réalise un documentaire. On lui doit aussi un film sur le Sikkim, avant son annexion par l'Inde, mais il n'en existe qu'un tout petit nombre de copies, car le gouvernement indien était opposé à sa diffusion.
En dehors des films courts (une heure) comme Le Lâche (Kapurush), Le Saint (Mahapurush) et Trois Filles (Teen Kanya), Ray a aussi tourné deux courts métrages. Le premier, Two, est une histoire sans paroles de 15 minutes, au sujet de deux garçons, un riche et un pauvre. Le riche tente de dominer le pauvre avec ses jouets bien plus chers, et y parvient apparemment. Mais la dernière scène montre en arrière-plan le garçon pauvre qui d'une flûte magnifique. Le second, plus long, est intitulé Pikoor Diary, divertit au point de devenir un film culte pour ses fans. D'après Ray, il s'agit « d'un manifeste poétique, qui ne peut pas être réduit  à un énoncé concret ». Tiré d'une nouvelle de Ray, Pikoor Diary raconte la journée d'un petit garçon, et de son approche ingénue de la vie, tandis que sa mère séduit un ami de son père, et que son grand-père grabataire se meurt.

### Non-filmé
En 1967, Ray écrit le script d'un film intitulé The Alien, avec Columbia Pictures comme producteur de cette coproduction américano-indienne. Peter Sellers et Marlon Brando sont les têtes d'affiches pressenties. Cependant Ray a la (mauvaise) surprise de découvrir que le script qu'il a écrit a été déposé et que les droits d'auteurs ont été confisqués. Marlon Brando jette l'éponge, et malgré une tentative de le remplacer par James Coburn, Ray déchante et finit par rentrer à Calcutta. La Columbia exprimera par la suite plusieurs fois le désir de relancer le projet au cours des années 1970 et des années 1980, mais sans résultat. Quand E.T. sort en 1982, nombreux sont ceux qui remarquent de troublantes similitudes avec le script de Ray - il avait analysé l'échec du projet dans un numéro du magazine Sight and Sound en 1980. Le biographe de Ray, Andrew Robinson, révèle des détails supplémentaires dans The Inner Eye en 1989. Ray est convaincu que le film de Steven Spielberg « n'aurait pas été possible sans mon script The Alien, qui était disponible dans toute l'Amérique sous forme de photocopies ».
Ray a également montré de l'intérêt pour réaliser divers films, qui n'ont jamais pu aboutir pour diverses raisons, dont un court documentaire sur Ravi Shankar, un film tiré du Mahâbhârata, la grande chanson de geste indienne, et une adaptation de Route des Indes (A Passage to India), du romancier britannique Edward Morgan Forster.

## Ouvrages de référence

### En anglais
- (en) Jonathan Harker, In Film Quarterly, 1960.
- (en) Marie Seton, Satyajit Ray : Portrait of a director, Indiana University Press, 1971 (ISBN 978-0-253-16815-3).
- (en) Robin Wood, The Apu trilogy, November Books Ltd, 1972 (ISBN 978-0-85631-003-4).
- (en) Chidananda Das Gupta, The cinema of Satyajit Ray, National Book Trust, 1980, 178 p. (ISBN 978-81-237-0753-2).
- (en) Andrew Robinson, Satyajit Ray : The Inner Eye : The Biography of a Master Film-Maker, I. B. Tauris, 2003, 420 p. (ISBN 978-1-86064-965-3).